# (73195) 2002 JQ10
(73195) 2002 JQ10 – planetoida z pasa głównego asteroid okrążająca Słońce w ciągu 3,55 lat w średniej odległości 2,33 j.a. Odkryta 7 maja 2002 roku.